# Св. св. Петър и Павел (Кобишница)
„Св. св. Петър и Павел“ (на сръбски: Храм Светих Апостола Петра и Павла) е възрожденска православна църква в неготинското село Кобишница, североизточната част на Сърбия. Част е от Тимошката епархия на Сръбската православна църква.

## Местоположение
Църквата е построена в източния край на селото. 

## История
Село Кобишница се споменава от XVIII век. Подобно на околните села до средата на XIX век в Кобишница съществува дървена църква, посветена на Свети Никола. В 1849 година жителите на Кобишница и слятото с него село Буковче правят обща каменна църква с камбанария, осветена на Петровден 1850 година от епископ Доситей Тимошки, който полага антиминс в олтара на църквата, запазен до днес. Не след дълго, поради лошо строителство, на чисти понеделник 1852 година църквата се срутва.
Днешната църква е изградена на същия източен вход на селото, на 20 m от старата, в 1872 – 1874 година. Осветена е в 1874 година от епископ Евгений Тимошки. Църквата е дело на строителната тайфа на майстор Петър Николов от Архангел, Кичевско, чието дело са и църквите „Възнесение Господне“ в Раяц (1870), „Света Троица“ в Мокране (1872) и „Света Троица“ в Роглево (1873). Четирите сгради имат еднаква архитектурна концепция с малки разлики.

## Архитектура

### Екстериор
Църквата е еднокорабна, триконхална структура, с притвор на запад и странични певници в централната част на наоса, и петстранна апсида на изток. Конхите са петстранни отвън, най-голямата от които е олтарната, а северната и южната са по-малки. Наосът е покрит с двускатен покрив, а покривът на апсидата се състои от пет сегмента. Над олтарната апсида е поставен кръст. От западната страна над олтара е издигната квадратна камбанария с четирискатен покрив и кръст на върха. Църквата е измазана и боядисана отвън, а фасадите са разчленени хоризонтално с кордонни венци. Мансардният корниз е двустепенен и семпло профилиран. Главният вход е от западната страна, а странични входове има от южната и северната страна.
Изградена е до цокъла с мокрански камък, а колоните и прозоречните рамки, както и покривният корниз са от дялан камък. Стените са тухлени, а покривът е покрит с керемиди.
Западната фасада е разделена вертикално на три сегмента с лезени, образуващи плитки полета. В ъглите са изрязани с обикновен профилиран капител, на височината на втория кордонен венец. Главният портал в центъра е съставен от три стъпаловидно вдлъбнати пиластъра. В люнета над входа е изобразена Света Богородица и Иисус Христос, сигнирани на гръцки, заобиколен от ангели. Западната фасада е завършена с прост профилиран тавански корниз на две нива. В полетата, оформени отстрани на входа, има плитки ниши с изображения на апостолите Петър и Павел, сигнирани на славянски. Западната фасада е подчертана от издигащата се над нея двуетажна камбанария. Камбанарията има квадратна основа, с фасади, разделени хоризонтално с кордонни венци, както и прозорци от всяка страна. Докато нартексът е малко по-изпъкнал от ширината на наоса, южната фасада е разделена хоризонтално с два кордонни корниза. Също така тя е разделена с два ромбила на три правоъгълни полета, към които е добавена конхата на южния певник. В централното поле е разположен южният портал, решен по същия начин като западния, само че с намалени размери. Люнетът над входа изобразява Света Троица. В люнета над портала под втория кордонен венец е изобразен Свети Николай, сигниран на славянски. Полетата северно и южно от портала съдържат едноделни, сводести прозорци. Конхата на певника е петстранна, разчленена от лезени, които образуват плитки правоъгълни полета. От централната страна на певника има едноделен прозорец, завършен с арка. Решението на северната фасада на храма е същото като на южната страна, а в люнета над портала е изобразен Свети великомъченик Димитрий, сигниран на славянски. В нишата над портала е изобразен прав Свети Сава също със славянска сигнатура.
Олтарната апсида е петстранна, съставена от ъглови лезени, които не достигат до таванския корниз, така че образуват плитки правоъгълни полета от всяка страна. Трите централни страни на апсидата имат едноделни, засводени прозорци. Преходът между олтарната апсида и певниците е подчертан от двустепенен пиластър.

### Интериор
Вътрешното пространство следва екстериорното оформление. Певниците са полукръгли, а олтарната апсида е петстранна. Пространството на наоса е засводено с полукръгъл свод и разделено на четири полета с двойки плитки пиластри, свързани помежду си с арки. Приземният етаж е неравномерен в три зони: най-долната зона е притворът и наосът, едно стъпало по-високо е зоната на солеята, докато спрямо нея певникът и апсидалните зони са повдигнати с една стъпка. От северния траверс на притвора по полусводеста стълба се стига до галерията, разположена над входното пространство. Галерията, поддържана от масивни колони, е спусната над първата половина на западния траверс на наоса. Оградата на галерията е очертана от вълнообразна линия, която съответства на линията, разделяща зоната на солеята от апсидалната зона в партера. Интериорът е осветен от дванадесет прозореца: два са в притвора, четири в наоса, два в певника, три в апсидата и един в галерията. Входовете на църквата са три, като западният е в оста на притвора, а северният и южният са в оста на втория траверс на наоса. Вътрешните стенни пана са разделени на три зони: цокъл, централна зона, дефинирана от плитък кордонен венец и капителите на пиластрите, както и зоната на прозореца, към която е прикрепена сводестата конструкция. Стените са боядисани в бяло, с полета от стенописна украса. Някога подовете са били покрити с имитация на мраморни плочи. Олтарното пространство е отделено от наоса с висока иконостасна преграда. Отвътре апсидата е петстранна, следваща оформлението на фасадата, с ниши за проскомидия и диаконикон. Честната трапеза, разположена в средата на апсидата, е поставена върху каменен стълб, изработен от мек мокрански камък. Владишкият и архиерейският трон липсват.

## Живопис

### Стенописи
Иконостасът и стенописите са изписани от дебърските майстори Нестор Траянов и Пане Гюрчинов. Дебрани, които изписват още „Възнесение Господне“ в Раяц (1870), „Света Троица“ в Мокране (1872) и „Света Троица“ в Роглево (1873), влизат в конфликт с епископ Евгений Тимошки, който остро осъжда живописта им като неотговоряща на модерния вкус. Дебърските майстори пък го обвиняват пред населението, че иска да ги покатоличи и да остави „швабите“ да рисуват икони по църквите. Дебърските майстори носят в североизточна Сърбия левантинската барокова иконописна традиция и програмното разбиране на православния иконостас като отворена структура.
По-късно живописта е обновена в началото на XX век и втори път през 70-те години на века. При последната обнова са изписани и нови сцени.
Стенописната програма е близка с тази в църквата в Роглево. Най-старият стенописен слой е върху сводовете на храма. В травеите са изобразени Великите празници с медальони в центъра, които разделят разказа на празничните сцени, като в църквите в Мокране или Роглево. В купола на олтарната апсида е изобразена Света Богородица с Христос, заобиколена от архангелите Михаил и Гавраил, както и пророците Давид и Соломон. Върху арката е сцената на Благовещение, а на свода са изобразени пророците. В първия травей, над солеята, Бог Отец е изобразен в медальон, заобиколен от херувими, а отстрани на него са евангелистите със своите символични атрибути и евангелия. Свети Марк и Свети Матей са представени на северната стена, а Свети Йоан и Свети Лука са изобразени срещу тях на южната стена. Вторият травей съдържа изображение на Христос Вседържител в кръгъл медальон, както и сцени на Рождество Христово и Възкресение, от лявата и дясната страна. След тях в третия травей в центъра е изобразен Свети Йоан Кръстител, а срещу него сцените Кръщение Христово на река Йордан и Преображение Христово. В последния травей централната фигура в медальона е Архангел Михаил, а отстрани са изображенията на Възкресение Лазаревои Влизането на Христос в Йерусалим. На западната стена са изобразени ликовете на Свети Архангел Михаил и Свети пророк Даниил. На южната стена са изправени фигури на светци. Там са изобразени Свети Стефан Велики, Света царица Милица, Свети цар Константин, Свети цар Лазар, Свети Пантелеймон, Свети Мина и Свети Георги. По-долу са изобразени като изправени фигури в първата зона: Свети Вартоломей, Свети Варнава, Свети Козма и Свети Дамян. В припевницата са изобразени Свети Йоаникий и Свети Симеон Мироточици, над които е Всевиждащото око Господне. Северната стена също съдържа фигури на светци, а именно: Свети крал Милутин, Свети Василий Чудотворец Острожки, Свети Кирил и Методий, Свети Трифон, Свети Прокопий, Свети Теодор Тирон и Свети Димитър. Под тях са изобразени св. апостоли Петър и Павел и св. великомъченица Марина и св. мъченица Параскева. На хора са Свети архиепископ Арсений Сръбски и Свети Сава Сръбски, а над тях е Иисус Христос, който благославя от облаците. В галерията са представени Света Петка и Света Неделя.

### Иконостас
Иконостасът е дъврен, а иконите са рисувани върху липова дъска. Украсата на иконостасната конструкция носи класицистични черти. Тя е мраморизирана и частично позлатена. Разделен е на три зони, завършващи с Разпятието Христово и апостолски изображения. Иконите са правоъгълни и арковидни, обградени с дърворезбена растителна украса, покрита с позлата. Те са оградени от колони, завършени с позлатени коринтски капители. Върху тях са поставени декорирани архитравни греди, които разделят зоните хоризонтално. Царските и страничните двери са резбовани и позлатени, следвайки украсата на конструкцията на иконостасната преграда. Освен флорални мотиви, върху царските двери са изобразени и вази с цветя. Зоната над царските двери е подчертана от колони, които с архитрава образуват своеобразна балдахинова конструкция. Третата зона е завършена с фронтон, над който е кръстът на Разпятието с Богородица и Свети Йоан. Отстрани на тях са медальони с апостоли, разположени пирамидално, четири в основата и два на върха.
В цокълната зона има мраморизирани пана. Зоната на престолните икони започва със светите апостоли Петър и Павел, изобразени според типа concordia apostolorum. Те държат отворен свитък с текст. На страничните северни двери е Свети Архангел Михаил, представен като архистратег с меч и мундус, който също държи свитък с текст. Престолната икона на Света Богоридица е от типа небесна царица с детето Иисус, което благославя. На царските двери е изобразено Благовещенето. Вляво е Богородица, над която е Светият Дух във вид на гълъб, а пред него е отворено евангелие. На дясната вратичка е архангел Гавриил с лилиев цвят. След царските двери е иконата на Христос Вседържител. На южните двери е Свети архидякон Стефан, а след него последната икона е на Свети Йоан Предтеча, като стояща крилата фигура кехфалофорос с развит свитък.
Втората зона се състои от изображения на светци в групи, заедно с отделни празнични икони. Тази зона е замислена според зографската практика на южните Балкани, оформена от литургичните, църковните и култовите нужди на вярващите, както и от желанията на дарителите. Започва с иконата на Свети Николай, който с дясната ръка благославя, а с лявата държи отворена книга, пророк Моисей със скрижалите и Света Петка с кръст. След това следва иконата на Свети Георги и Свети Димитрий и иконата на Успение Богородично. Над царските двери, в централната зона на иконостаса е изобразена Светата Троица. От лявата страна е Иисус Христос, седнал върху облаците, който държи с дясната си ръка кръста на спасението, а в лявата си ръка отворено евангелие. От дясната страна Бог Отец е показан благославящ, държащ скиптър и мундус. Между тях е небесното кълбо с кръст, както и гълъбът на Светия Дух над него. След това следва иконата Възкресение Христово, последвана от иконата Възнесение Христово с два ангела със свитъци. Втората иконостасна зона завършва с иконата Възнесение Илиево в огнена колесница. Във фронтона на иконостаса впоследствие е монтирана икона на Тайната вечеря, закупена от Русия. Иконата подчертава значението на Евхаристията. Горната зона е завършена с апостоли в медальони по шест от всяка страна, както и сцена на Разпятие в средата. От страната на Кръста на страданието има медальони с Богородица и Свети Йоан. Самото Разпятие е поставено върху синьо земно кълбо със змия около него. Отстрани са слънцето и луната, а на заден план са поставени са копието и гъбата.